# Record Plant

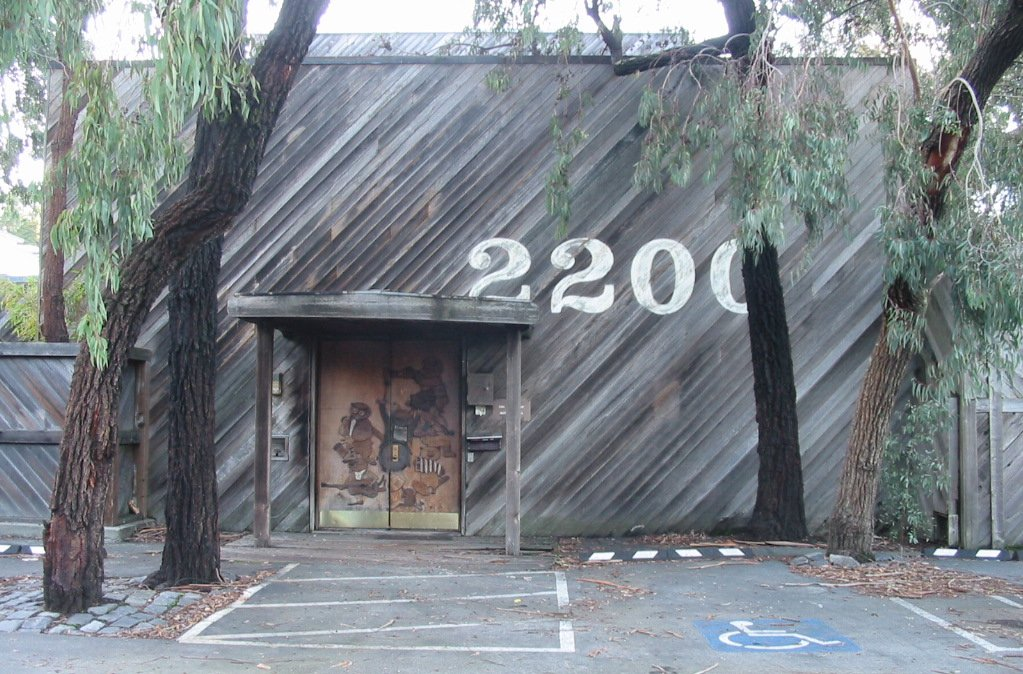
Puerta de entrada con el número 2200, árboles a su alrededor con espacio para estacionamiento de carros, en el número 2200 de Bridgeway, Sausalito, California, en 2010 cuando había dejado de ser la sede del Record Plant Studio de Sausalito.

Record Plant se refiere a tres legendarios estudios de grabación establecidos en Nueva York (Record Plant East, 1968), Los Ángeles (Record Plant West o Record Plant LA, 1969) y Sausalito, California (1972). El único que sigue abierto como Record Plant es el de Los Ángeles.
El primer estudio, con dos salas de grabación, Studio A y Studio B, en el 321 West 44th Street, abrió a mediados de marzo de 1968. Aunque se habían reservado las fechas del 18 de abril hasta principios de julio para grabar Electric Ladyland de Jimi Hendrix, el primer álbum grabado en el nuevo estudio fue The Soft Machine, de la banda británica The Soft Machine, a principios de abril.
En 1985, Record Plant West se trasladó a los antiguos estudios de Radio Recorders Annex, en Sycamore Avenue en Hollywood.

## Álbumes grabados y/o mezclados en Record Plant East
(Fecha de publicación del álbum)
- 1968: The Soft Machine - The Soft Machine
- 1968: Electric Ladyland - Jimi Hendrix[4]
- 1975: Born to Run - Bruce Springsteen[5]

## Álbumes grabados y/o mezclados en Record Plant West
(Fecha de publicación del álbum)
- 1976: Songs in the Key of Life - Stevie Wonder (y en Sausalito)
- 1976: Hotel California - Eagles[6]
- 1977: Rumours - Fleetwood Mac (y en Sausalito)[7]

## Álbumes grabados y/o mezclados en Record Plant Sausalito
(Fecha de publicación del álbum)
- 1976: Songs in the Key of Life - Stevie Wonder (y en Record Plant West)
- 1977: Rumours - Fleetwood Mac (y en Record Plant West)[7]